# Route Jihua-6 (métro de Foshan)
Route Jihua-6 (chinois simplifié : 季华六路 ; chinois traditionnel : 季華六路 ; pinyin : jìhuáliù lù ; officiellement en anglais : Jihua Liulu) est une station de passage de la ligne 3 du métro de Foshan. Elle est située dans le district de Chancheng de la ville de Foshan, sur le territoire de la province de Guangdong, en Chine.

## Situation sur le réseau
Établie en souterrain, Route Jihua-6, station de passage de la ligne 3 du métro de Foshan : est située entre la station Zhen’an, le terminus ndord provisoire, et la station Parc des arts asiatiques, en direction du terminus sud est Gare du Collège-de-Shunde.

## Histoire
Dans le planification initial, cette station fut nommée «Tour de télévision» (chinois simplifié : 电视塔 ; chinois traditionnel : 電視塔), portant le nom d’un tour de transmission à proximité. En 2022, elle fut renommée «Route Jihua-6».
La station est ouverte le 28 décembre 2022, parallèlement aux autres stations de la 1re phase de la ligne 3.

## Services aux voyageurs

### Accès et accueil
Route Jihua-6 dispose quatre bouches:
|        |                                                  |                                   |  |  |
| Bouche | Accessibilité                                    | Destinations les plus proches     |  |  |
| A      | Surface podotactile Escalier mécanique           | Communauté murée Arrêts d’autobus |  |  |
| B      | Ascenseur                                        | Communauté murée Arrêts d’autobus |  |  |
| C      | Surface podotactile Escalier mécanique Ascenseur | Arrêt d’autobus                   |  |  |
| D      | Escalier mécanique                               | Arrêt d’autobus                   |  |  |

### Desserte
Route Jihua-6 dispose de deux quais latéraux, encadrant les deux voies de la ligne 3.
Après l’inauguration de la ligne 4, ces quais latéraux seront transformés en quais de correspondance, où les passagers pourront transférer entre la ligne 3 et la ligne 4.

## Projet
Il est prévu que la station devienne une station de correspondance desservie par la future ligne 4 du métro de Foshan.[réf. nécessaire]